# John Davis (politikus)
John Davis (Northborough, 1787. január 13. – Worcester, 1854. április 19.) az Amerikai Egyesült Államok Massachusetts államának szenátora.